# الكاتب المصري (مجلة)
الكاتب المصري مجلة أدبية شهرية صدرت بالقاهرة 1945 وتولى رياسة تحريرها الدكتور طه حسين. وكان الأستاذ حسن محمود سكرتيراً لتحريرهاً. احتجبت 1948. كانت مجلة أدبية راقية. أسهم في تحريرها صفوة من الكتاب الشرقيين والغربيين.